# فینال لیگ قهرمانان اروپا ۲۰۰۹
فینال لیگ قهرمانان اروپا ۲۰۰۹، رقابت پایانی لیگ قهرمانان اروپا در سال ۲۰۰۹ میلادی است که مابین دو تیم بارسلونا و منچستر یونایتد در ورزشگاه المپیک رم برگزار شده‌است.
این مسابقه که در تاریخ ۲۷ مه ۲۰۰۹ انجام شده‌است با نتیجه ۲ بر ۰ به سود بارسلونا به پایان رسید.